# Мирауэр, Вальтер
Вальтер Даниэль Мирауэр (нем. Walter Daniel Mirauer; 16 ноября 1882, Берлин — 17 марта 1948, Берлин) — немецкий хирург и гинеколог; уделял особое внимание уделялось оперативным хирургическим процедурам и физиотерапии после переломов костей; успешно провел кампанию за создание общенационального банка крови; будучи евреем, подвергался ограничениям в своей работе в период с 1933 по 1945 год.

## Биография
Вальтер Мирауэр родился 16 ноября 1882 года в Берлине: он был вторым ребёнком в семье ребёнком Карла и Зерлины Мирауэр (урожденная Крафт), вступивших в брак 25 мая 1880 года в синагоге на Ораниенбургерштрассе, в районе Берлин-Митте; у Вальтер была старшая сестра Элизабет и младший брат Фриц вторым. Вальтер посещал престижную французскую гимназию «Lycée Français», а затем — берлинскую Вильгельмс-гимназию (Königliches Wilhelms-Gymnasium). После окончания школы он переехал в Мюнхен, где стал студентом медицинского факультета; в 1907 году он вернулся в свой родной город, где поступил в аспирантуру университета Фридриха Вильгельма. С 1908 года он проходил четырёхлетнюю стажировку в городской больнице на улице Gitschiner Straße в районе Кройцберг.
После недолгой работы в берлинской клинике Шарите, под руководством гинеколога и хирурга Макса Штикеля (1875—1952), и университетской гинекологической клинике в Галле, в 1913—1914 Мирауэр открыл собственную гинекологическую практику в Мангейме. Однако, поскольку он преимущественно интересовался хирургией, Мирауэр воспользовался случаем и в годы Первой мировой войны, с 1914 по конец 1916, работал в городской больнице в районе Берлине-Шенеберг, где среди его коллег был и хирург Эрнст Унгер (1875—1938). С начала 1917 по 1921 год Мирауэр являлся главным врачом в районной больнице Зальцведель: в тот период, с 1917 по начало 1919, он также являлся и военным врачом — руководителем военного госпиталя на Западном фронте; был награждён Железным крестом. В 1921 году открыл частную клинику в Штасфурте, где работал гинекологом и хирургом; в 1925 году стал главным врачом в городской больнице в Кальбе (Заале).
После прихода к власти в Германии национал-социалистов, Вальтер Мирауэр первоначально избежал ограничений в работе: в связи с профессиональными навыками и достижениями в годы мировой войны — но со вступлением в силу Нюрнбергских расовых законов ему пришлось оставить работу в Кальбе. Он вернулся в Берлин и работал в клинике в Шарлоттенбурге — что было ему разрешено, поскольку он был женат на нееврейке и имел с ней детей. В 1942 году гестапо обратилось к Мирауэру с предложением взять на себя руководство хирургическим отделением Еврейской больницы (JKB) в районе Гезундбруннен: он стал преемником Эрнста Эйленбурга (1885—1944).
После окончания Второй мировой войны, в сентябре 1945 года, Мирауэру было поручено управление хирургическим отделением берлинской муниципальной больницы Рудольфа Вирхова (Charité Campus Virchow-Klinikum): после сложных восстановительных работ, он смог возобновить проведение операций в больнице, помещения которой существенно пострадали в годы войны. 17 марта 1948 года Вальтер Мирауэр скончался в результате сердечного приступа.

## Работы
- Über die kutane Tuberkulinreaktion, insbesondere die Ergebnisse von Impfungen mit abgestuften Tuberkulinkonzentrationen, Verlag Curt Kabitzsch, 1910[1].
  - Walter Mirauer. Über die kutane Tuberkulinreaktion, insbesondere die Ergebnisse von Impfungen mit abgestuften Tuberkulinkonzentrationen (нем.) // Beiträge zur Klinik der Tuberkulose und spezifischen Tuberkulose-Forschung. — 1911. — Februar (Bd. 18, H. 1). — S. 51–79. — ISSN 1432-1750. — doi:10.1007/BF01867133.

## Семья
11 ноября 1912 года Вальтер Мирауэр женился на Илке Квасьневски — дочери Иоганна Квасьневски и Клары фон Грумбков. В семье родились сыновья: Гельмут (7 ноября 1914), Гюнтер (13 января 1916) и Клаус (21 ноября 1919) — и дочь Урсула (22 сентября 1917). Кроме Гюнтера, дети покинули Германию в 1938 году, эмигрировав в Великобританию; Урсула переехала в Нидерланды после свадьбы; Гюнтера служил в Вермахте и пострадал от тифа на Восточном фронте.